# Закутский, Валерий Владимирович
Валерий Владимирович Закутский (родился 24 апреля 1970 года в Пушкино) — актёр, шоумен и телеведущий, в прошлом капитан команды КВН «Эскадрон гусар».

## Биография
Окончил Львовский государственный военный институт культуры (ранее — Львовское высшее военно-политическое училище). Выступал в КВН в составе команды «Эскадрон гусар», сначала представлявшей Львов, а после распада СССР переехавшей в Москву. В составе «Эскадрона гусар» выступал в образе героя многочисленных анекдотов поручика Ржевского. Завоевал титул чемпиона Высшей лиги 1995 года, а также выступил на Летнем кубке КВН 1996 года. С 1998 года — капитан команды.
На телевидении известен как ведущий экстремальных шоу «Тройка, семёрка, туз» и «Рискнуть и победить», выходивших на 1-м канале Останкино, а также развлекательных шоу «Час совы», «Хочу в артисты», «Ипподром», «Щедрое лото», «Алло-ТВ». Вместе с Аликой Смеховой вёл программу «Агентство одиноких сердец» на телеканале «Россия». Работал некоторое время директором департамента культуры и рекламы КРЦ «Корона», а также директором программ московского Английского клуба. Снимался в ряде российских телесериалов и полнометражных фильмов. В 2003 году снялся в одном из выпусков русской версии шоу «Форт Боярд».
В 1990-е годы состоял в сожительстве с Натальей Громушкиной. Позднее заключил брак с моделью по имени Мария, воспитывает дочь Машу.

## Фильмография
- 2003: Таксистка — Антон (11 серия)
- 2004—2007: Бальзаковский возраст, или Все мужики сво... — Андрей (12 серия)
- 2004: Московская сага — Гриша
- 2005: Любовь моя — Александр Боровицкий
- 2006: Таксистка-3 — Антон (10 серия)
- 2007: Богатая и любимая — Седых
- 2008: Женщина желает знать — Олег Чигасов
- 2008: Тяжёлый песок — Адам Голубинский
- 2010: Зайцев, жги: история шоумена — Лёша Зайцев
- 2016: Тайна кумира — Бодров